# Episodi di Casual (prima stagione)
La prima stagione della serie televisiva Casual, composta da 10 episodi, è stata pubblicata su Hulu dal 7 ottobre al 2 dicembre 2015.
In Italia è stata distribuita su VVVVID in lingua originale sottotitolata nel 2016. Verrà interamente pubblicata doppiata in italiano il 15 luglio 2018 su Amazon Video.
| n° | Titolo originale | Titolo italiano   | Pubblicazione USA | Pubblicazione Italia |
| -- | ---------------- | ----------------- | ----------------- | -------------------- |
| 1  | Pilot            | Pilota            | 7 ottobre 2015    | 2016                 |
| 2  | Friends          | Amici             | 7 ottobre 2015    | 2016                 |
| 3  | Animals          | Animali           | 14 ottobre 2015   | 2016                 |
| 4  | ...              | Punto Punto Punto | 21 ottobre 2015   | 2016                 |
| 5  | Mom              | Mamma             | 28 ottobre 2015   | 2016                 |
| 6  | Biden            | Biden             | 4 novembre 2015   | 2016                 |
| 7  | Home             | Casa              | 11 novembre 2015  | 2016                 |
| 8  | Bottles          | Bottiglie         | 18 novembre 2015  | 2016                 |
| 9  | Mars             | Marte             | 25 novembre 2015  | 2016                 |
| 10 | Dave             | Dave              | 2 dicembre 2015   | 2016                 |